# Pobrđe (Bratunac, BiH)
Pobrđe su selo u općini Bratunac, Republika Srpska, BiH.

## Stanovništvo

### Nacionalni sastav1991.
ukupno: 246
- Srbi - 196 (79,67%)
- Bošnjaci - 50 (20,33%)